# Tang Hoằng Dương
Tang Hoằng Dương (tiếng Trung: 桑弘羊; 152—80 TCN) là một nhà chính trị Trung Quốc. Ông là một vị quan nổi tiếng của nhà Hán, phục vụ thời Hán Vũ Đế và Hán Chiêu Đế. Ông nổi tiếng với những chính sách kinh tế của mình trong thời cai trị của Hán Vũ Đế, trong đó nổi tiếng nhất là các chính sách độc quyền nhà nước về sắt và muối - hệ thống được các triều đại khác mô phỏng trong suốt lịch sử Trung Quốc. Do xung đột chính trị, ông bị Hoắc Quang xử tử vào năm 80 TCN.
Tang là một trong những người tham gia cuộc tranh luận về muối và sắt diễn ra năm 81 TCN, sử Trung Quốc gọi là diêm thiết luận.

## Tuổi trẻ và đường làm quan
Tang Hoằng Dương sinh ra trong một gia đình thương nhân ở Lạc Dương, một trong các trung tâm thương mại lớn thời Hán. Lúc còn trẻ, ông được biết đến với khả năng tính toán. Khi Vũ Đế lên ngôi vào năm 141 TCN, Tang đã được vị hoàng đế này để ý và khi mới 13 tuổi đã được triệu ra giữ chức quan thị trung (侍中; nghĩa đen: "người phục vụ). Đây chính là một cách mà vị hoàng đế này thu phục và giữ chân những người tài giỏi trong cung điện. Tang làm thị trung trong 26 năm.

## Thăng tiến thành người quan trọng
Kỹ năng về chính sách kinh tế của Tang chỉ phát huy tác dụng vào giữa thời trị vì của Vũ Đế. Khi đó, các chiến dịch liên tục chống lại Hung Nô đã làm cạn kiệt tài vật do các vị hoàng đế tiền nhiệm của Vũ Đế tích lũy và nhà Hán lâm vào cảnh khủng hoảng tài chính. Năm Nguyên Thú thứ 3 (120 TCN), đại tư nông Trịnh Đương Thì (鄭當時, ?—?), người đầu tiên đề xuất ý tưởng về độc quyền nhà nước về sắt và muối, đã tiến cử hai thương nhân giàu có đầy thế lực về muối và sắt là Đông Quách Hàm Dương (東郭鹹陽) và Khổng Cận (孔僅) đảm nhậm chức đại nông thừa, chuyên quản lý hai ngành công nghiệp này ở quy mô quốc gia. Khi đó, Tang Hoằng Dương được giao nhiệm vụ hỗ trợ hai thương nhân này trong việc lập kế hoạch thiết lập hệ thống đại lý độc quyền nhà nước về mua bán muối và sắt. Với sự thành công của hệ thống độc quyền trong việc cải thiện tình hình tài chính của đế quốc, năm Nguyên Đỉnh thứ 2 (115 TCN) Tang được phong chức đại tư nông trung thừa. Năm Nguyên Phong thứ 1 (110 TCN) đảm nhậm chức trị túc đô úy, dần dà do có công phong làm đại nông lệnh rồi ban tước tả thứ trưởng.

## Ngự sử đại phu
Vào năm 87 TCN, Tang Hoằng Dương được gia phong làm ngự sử đại phu (tương đương phó thừa tướng), một trong ba chức vụ cao cấp nhất trong triều đình, được vinh danh là Tam công. Sau khi Hán Vũ Đế qua đời và vị thái tử nhỏ tuổi là Lưu Phất Lăng nối ngôi (Hán Chiêu Đế) trong năm đó, Tang trở thành một trong những nhà chính trị quan trọng trong suốt thời kì tam hùng được Hoắc Quang, Kim Mật Đê và Thượng Quan Kiệt thiết lập. Tuy nhiên, Tang bị quan nhiếp chính là đại tướng quân Hoắc Quang xử tử cuối năm 80 TCN vì tội danh phản quốc do cáo buộc tham gia vào âm mưu đảo chính của Yên Lạt vương Lưu Đán, nhằm mục đích giành ngai vàng của nhà Hán và ám sát Hoắc Quang. Do đó, tiểu sử của Tang không được đưa vào Hán thư.